# Philippe Follenfant
Philippe Follenfant, né en 1949 à La Rochelle est un navigateur et régatier professionnel français quatre fois vice-champion du monde de 470.

## Biographie
Né dans une famille rochelaise très impliquée dans le monde de la voile, il commence par le dériveur. Il gravit les échelons pour aboutir dans la catégorie 470. Avec son jumeau, Hubert il devient, en 1970, Champion d'Europe puis vice-champion du monde de 470 lors du premier Championnats du monde de 470 à Lacanau. Ils récidivent l'année suivante aux Championnats du monde de 470 d'Ostende, puis encore en 1972 à Montréal. En 1975 ils sont pour la quatrième fois Vice-champions du monde à New-York

## Palmarès
- 1970
  -  champion d'Europe de 470
  -  vice-champion du monde de 470

- 1971
  -  vice-champion du monde de 470

- 1972
  -  vice-champion du monde de 470

- 1975
  - 4e de la 1re Coupe Internationale de Printemps à Bormes-les-Mimosas[2]
  -  vice-champion du monde de 470